# Pan i władca: Na krańcu świata
Pan i władca: Na krańcu świata (ang. Master and Commander: The Far Side of the World) – amerykański film fabularny z 2003 roku w reżyserii Petera Weira.

## Obsada
- Russell Crowe – kapitan Jack Aubrey
- Paul Bettany – doktor Stephen Maturin
- James D’Arcy – pierwszy oficer, porucznik Tom Pullings
- Edward Woodall – drugi oficer, porucznik Mowett
- Chris Larkin – kapitan Howard z piechoty morskiej
- Robert Pugh – nawigator Allen
- Max Benitz – podchorąży Calamy
- Max Pirkis – podchorąży lord Blakeney
- Lee Ingleby – podchorąży Hollom
- Ian Mercer – bosman Hollar
- Tony Dolan – cieśla Lamb
- Billy Boyd –  sternik Bonden
- David Threlfall – Killick, kapitański steward
- George Innes – marynarz Plaice
- William Mannering – marynarz Doudle
- Patrick Gallagher – marynarz Davies
- Alex Palmer – marynarz Slade
- Thierry Segall – kapitan fregaty „Acheron”

## O filmie
Dwie zasadnicze role odtworzyli R. Crowe jako kapitan Aubrey i P. Bettany jako doktor Maturin – postacie z cyklu powieściowego będące zarazem przyjaciółmi i antagonistami. Scenariusz oparto na historycznych powieściach marynistycznych Patricka O’Briana, zwłaszcza na wydarzeniach opisanych w utworach Master and Commander i The Far Side of the World (w polskim wydaniu Dowódca „Sophie” i „Pan i Władca na krańcu świata”). Epizod dokonanej na samym sobie operacji usunięcia kuli przez doktora Maturina wyjęto z powieści HMS „Surprise”. Opowiadane w mesie oficerskiej anegdoty o admirale Nelsonie wyjęto z powieści Mat lekarza pokładowego. Sceny nocnego zmylenia przeciwnika poprzez wodowanie tratwy z fałszywymi sygnałami świetlnymi oraz publicznej operacji mózgu marynarza na pokładzie okrętu pochodzą z jeszcze innej powieści O’Briana (Dowództwo na Mauritiusie).
Nacechowany niezwykłym realizmem epoki film przedstawia dramatyczne przejścia załogi brytyjskiej fregaty H.M.S. „Surprise” podczas wojen napoleońskich. Jej celem staje się zniszczenie francuskiego okrętu korsarskiego, który zadając porażający cios z zaskoczenia, opływa następnie przylądek Horn z zamiarem napastowania brytyjskich statków wielorybniczych na Pacyfiku.
W porównaniu z powieścią istotną różnicę stanowi okoliczność, że w książce przeciwnikiem Anglików jest okręt amerykański, a starcia odnoszą się do wojny brytyjsko-amerykańskiej. Z uwagi na to, iż ukazanie Amerykanów we wrogiej roli niekorzystnie wpłynie na odbiór filmu w Stanach Zjednoczonych, po zmianie scenariusza uznano, że przeciwnikiem ma być francuska fregata „Acheron”. Przebieg ostatniego, rozstrzygającego starcia oparto na zdarzeniu z powieści Dowódca „Sophie”, choć tam przeciwnikiem jest hiszpański okręt „Cacafuego”, zaś samo starcie rozgrywa się na Morzu Śródziemnym.

## Nagrody
Film otrzymał 2 Oscary za zdjęcia i montaż dźwięku. Poza tym był nominowany w kategoriach Najlepszy Film, Najlepsza Reżyseria, Najlepszy Montaż, Najlepsze Kostiumy, Najlepsza Scenografia, Najlepsza Charakteryzacja, Najlepszy Dźwięk i Najlepsze Efekty Specjalne.